# العلاقات الدنماركية الشمال مقدونية
العلاقات الدنماركية الشمال مقدونية هي العلاقات الثنائية التي تجمع بين الدنمارك وشمال مقدونيا.

## مقارنة بين البلدين
هذه مقارنة عامة ومرجعية للدولتين:
| وجه المقارنة                                              | الدنمارك                                                     | شمال مقدونيا                                               |
| --------------------------------------------------------- | ------------------------------------------------------------ | ---------------------------------------------------------- |
| المساحة (كم2)                                             | 42.92 ألف                                                    | 25.71 ألف                                                  |
| عدد السكان (نسمة)                                         | 5.79 مليون                                                   | 2.08 مليون                                                 |
| الكثافة السكانية (ن./كم²)                                 | 134.9                                                        | 80.9                                                       |
| العاصمة                                                   | كوبنهاغن                                                     | إسكوبية                                                    |
| اللغة الرسمية                                             | اللغة الدنماركية                                             | اللغة المقدونية، اللغة الألبانية                           |
| العملة                                                    | كرونة دنماركية                                               | دينار مقدوني                                               |
| الناتج المحلي الإجمالي (بليون دولار)                      | 324.87 مليار                                                 | 11.34 مليار                                                |
| الناتج المحلي الإجمالي (تعادل القوة الشرائية) بليون دولار | 278.61 مليار                                                 | 29.26 مليار                                                |
| الناتج المحلي الإجمالي الاسمي للفرد دولار أمريكي          | 51.99 ألف                                                    | 4.85 ألف                                                   |
| الناتج المحلي الإجمالي للفرد دولار أمريكي                 | 45.54 ألف                                                    | 16.25 ألف                                                  |
| مؤشر التنمية البشرية                                      | 0.900                                                        | 0.747                                                      |
| رمز المكالمات الدولي                                      | +45                                                          | +389                                                       |
| رمز الإنترنت                                              | .dk                                                          | .mk                                                        |
| المنطقة الزمنية                                           | توقيت وسط أوروبا، ت ع م+02:00، ت ع م+01:00، أوروبا/كوبنهاجن ‏ | توقيت وسط أوروبا، ت ع م+01:00، ت ع م+02:00، أوروبا/سكوبيه ‏ |

## منظمات دولية مشتركة
يشترك البلدان في عضوية مجموعة من المنظمات الدولية، منها:
| علم المنظمة | اسم المنظمة                               | تاريخ انضمام الدنمارك | تاريخ انضمام شمال مقدونيا |
| ----------- | ----------------------------------------- | --------------------- | ------------------------- |
|             | مؤسسة التنمية الدولية                     | 30 نوفمبر 1960        | 25 فبراير 1993            |
|             | يونسكو                                    | 4 نوفمبر 1946         | 28 يونيو 1993             |
|             | وكالة ضمان الاستثمار متعدد الأطراف        | 12 أبريل 1988         | 19 مارس 1993              |
|             | مجلس أوروبا                               | ?                     | ?                         |
|             | الأمم المتحدة                             | 24 أكتوبر 1945        | 8 أبريل 1993              |
|             | الاتحاد البريدي العالمي                   | ?                     | ?                         |
|             | البنك الدولي للإنشاء والتعمير             | 30 نوفمبر 1960        | 25 فبراير 1993            |
|             | الاتحاد الدولي للاتصالات                  | 1866                  | 4 مايو 1993               |
|             | منظمة حظر الأسلحة الكيميائية              | ?                     | ?                         |
|             | مؤسسة التمويل الدولية                     | 20 يوليو 1956         | 25 فبراير 1993            |
|             | المنظمة الأوروبية لسلامة الملاحة الجوية   | 1994                  | 1998                      |
|             | المركز الدولي لتسوية المنازعات الاستشارية | 24 مايو 1968          | 26 نوفمبر 1998            |
|             | منظمة التجارة العالمية                    | 1995                  | ?                         |
|             | منظمة الشرطة الجنائية الدولية             | ?                     | ?                         |
|             | منظمة الأمن والتعاون في أوروبا            | 25 يونيو 1973         | 12 أكتوبر 1995            |

## وصلات خارجية
- موقع وزارة الخارجية الدنماركية